# 21149 Kenmitchell
21149 Kenmitchell è un asteroide della fascia principale. Scoperto nel 1993, presenta un'orbita caratterizzata da un semiasse maggiore pari a 1,9325388 UA e da un'eccentricità di 0,0355983, inclinata di 23,93228° rispetto all'eclittica.